# Симон I де Монфор
Симон I де Монфор (фр. Simon Ier de Montfort; ум. 25 сентября около 1087)  — сеньор де Монфор-л’Амори, сын Амори I де Монфора и Бертрады де Гомец.

## Биография
Впервые в источниках Симон упоминается в уставе основанного его отцом, Амори I де Монфором, монастыря Сен-Тома-д’Эпернон, утверждённый между 11 апреля 1052 года и июлем 1053 года. 
После смерти Амори I его владения были разделены между двумя сыновьями: Симон, получил Монфор-л’Амори, а Менье, основавший младшую ветвь рода, достался Эпернон.
Симон закончил строительство каменного замка Монфор-л’Амори, начатого ещё его отцом. Его имя присутствует на хартии, датированной 29 мая 1067 года, в которой король Франции Филипп I подтвердил имущество монастыря Сен-Мартен-де-Шамп в Париже.
Симон был женат трижды. Первый брак с Изабеллой де Бруа подтверждается хартией короля Филиппа I о пожертвованию аббатству Коломб возле Ножана-ле-Руа, датированной 1060 годом. Она была дочерью Гуго I Бардуля, сеньора де Бруа, де Бофор, де Питивье и де Ножан. В качестве приданого Симон получил замок Ножан-ле-Руа. После смерти Изабеллы Симон женился второй раз, но имя жены не установлено, брак был бездетным. 
В третий раз Симон решил жениться на Агнес д’Эврё, дочери Ричарда, графа д’Эврё, однако граф Ричард по неизвестной причине отказал Симону. Помог ему жениться на Агнес её единоутробный брат Рауль II де Тосни, который выкрал сестру и привёз её в Монфор. В благодарность Симон выдал за Рауля Изабеллу, свою дочь от первого брака, этот брак в будущем принёс Раулю замок Ножан-ле-Руа.

## Наследство
Симон умер 25 сентября около 1087 года и был похоронен в Эперноне. Наследовал ему старший сын от третьего брака, Амори II, однако через 2 года он погиб, не оставив детей. Поскольку второй сын, Гильом, избрал духовную карьеру (в 1095 году он был избран епископом Парижа), то Монфором последовательно управляли трое сыновей Симона от третьего брака. Двое из них детей не имели, а самый младший сын, Амори III, в 1118 году унаследовал также графство Эврё. 
Дочь же от третьего брака, Бертрада сначала вышла замуж за графа Анжу Фулька IV, но в 1092 году была похищена королём Франции Филиппом I, женившимся на ней. Этот брак вызвал осуждение духовенства, а папа римский отлучил короля от церкви. Только после того как Филипп I согласился расстаться с Бертрадой, отлучение было снято.

## Семья
1-я жена: Изабелла де Бруа, дама де Ножан-де-Руа, дочь Гуго I Бардуля, сеньора де Бруа. Дети:
- Амори II де Монфор (1056 — ок. 1089), сеньор де Монфор-л’Амори с ок. 1087;
- Изабелла де Монфор, дама де Ножан-ле-Руа; муж: Рауль II де Тосни (до 1038 — 24 марта ок. 1102), сеньор де Конш-ан-Уш;
- Гильом де Монфор (ум. 27 августа 1101), епископ Парижа с 1095;

2-я жена: имя не установлено;
3-я жена: ранее 1070 Агнес д’Эврё, дочь Ричарда, графа д’Эврё, и Годехильды. Дети:
- Ричард де Монфор (ум. ок. ноября 1092), сеньор де Монфор-л’Амори с ок. 1089;
- Симон II де Монфор (ум. после 1104), сеньор де Монфор-л’Амори с ок. 1092;
- Бертрада де Монфор (ум. 1115/1116); 1-й муж: с 1089 (развод 15 мая 1092) Фульк IV Ле Решен (1043 — 14 апреля 1109), граф Анжу с 1068; 2-й муж: с 1092 (развод в 1104) Филипп I (23 мая 1052 — 29 июля 1108), король Франции с 1060;
- Амори III де Монфор (ум. 18/19 апреля 1137), сеньор де Монфор-л’Амори после 1104, граф д’Эврё с 1118